# Paul Ruggli
Paul Emil Ruggli (* 26. Februar 1884 in Montevideo, Uruguay; † 4. September 1945 in Basel) war ein Schweizer Chemiker.

## Leben
Seine Eltern waren heimatberechtigt in Hauptwil im Thurgau. Sein Vater arbeitete in der pharmazeutischen Industrie in Montevideo. Nach dessen frühem Tod zog seine Mutter mit ihm zunächst nach Zürich, dann nach Wiesbaden, wo er 1903 das Abitur absolvierte. Er studierte Chemie an den Universitäten München und Leipzig und wurde 1908 in Leipzig bei Arthur Hantzsch mit einer Arbeit zur Konstitution der Trithiocyanursäure und der Thiooxanilide promoviert. Nach einem kurzen Aufenthalt in Argentinien war er Assistent bei Richard Willstätter an der Universität Zürich und ab 1913 bei Johannes Thiele an der Universität Strassburg. Dort wurde er 1913 habilitiert.
1919 kam er an die Universität Basel, wo er die Leitung des Laboratoriums für Färberei und Zeugdruck übernahm und Vorlesungen hielt. Im Mai 1922 wurde er ausserordentlicher Professor mit einem Lehrauftrag für Farbstoffchemie, Färberei, Zeugdruckerei und verwandte Gebiete. 1937 (oder 1932 oder 1936) wurde er als Nachfolger von Hans Rupe Ordinarius und Vorsteher der Anstalt für organische Chemie. In dieser Funktion befasste er sich mit der Synthese neuer Farbstoffe und mit heterozyklischen Verbindungen. 1939 war er Dekan der mathematisch-naturwissenschaftlichen Fakultät.
Ruggli war ab 1913 verheiratet und hatte einen Sohn.

## Werk
Nach Ruggli ist das Ziegler-Ruggli-Verdünnungsprinzip benannt. Dabei handelt es sich um ein Schliessungsprinzip grosser Ringe, das er 1912 entdeckte und ab 1933 gemeinsam mit Karl Ziegler an der Universität Basel weiterentwickelte.